# Ländlermusik

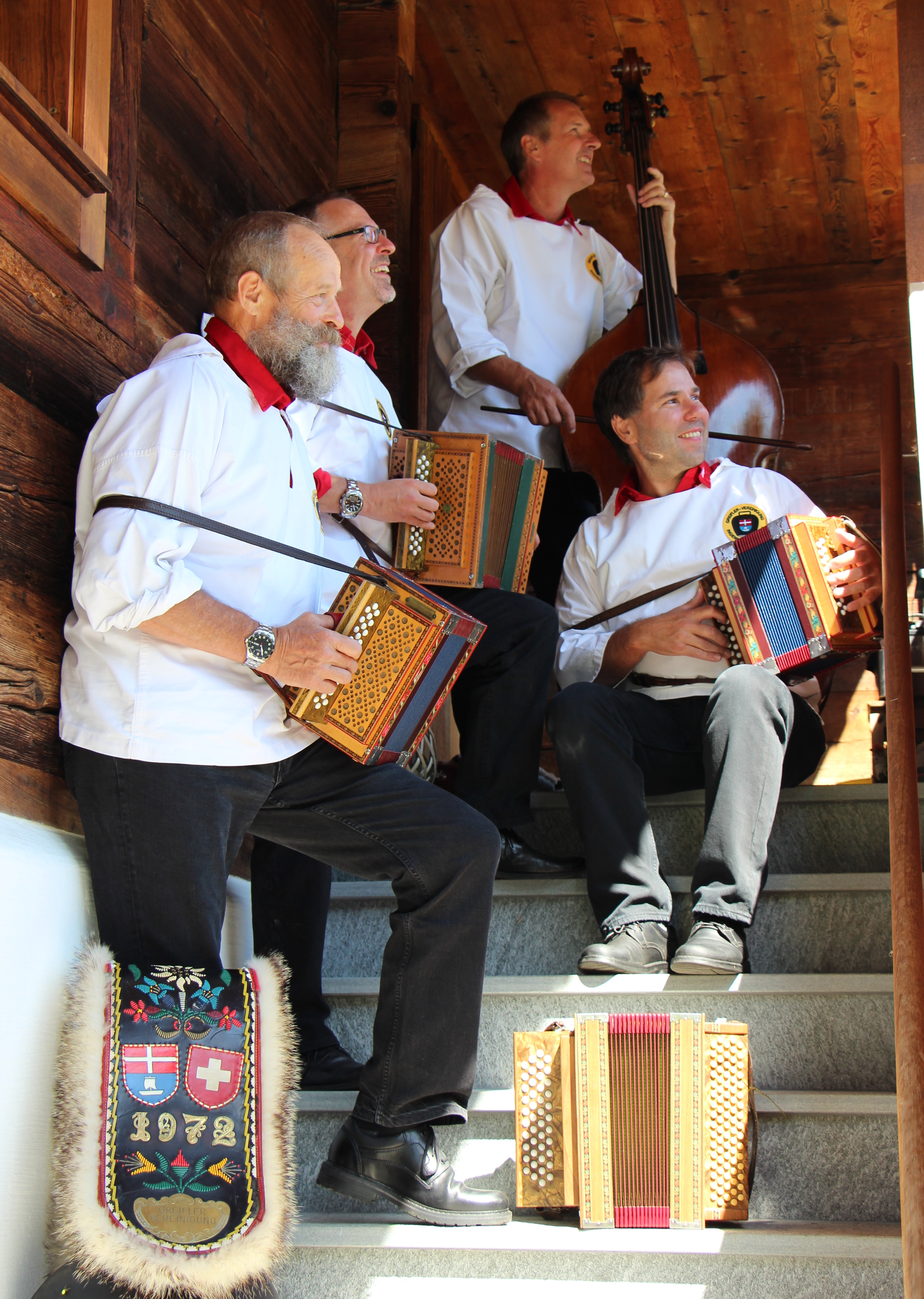
Greifler-Musig (2021)

Ländlermusik (im Volksmund auch despektierlich Hudigäggeler) ist ursprünglich eine Gattung der Volksmusik in der deutschsprachigen Schweiz mit zahlreichen regionalen Stilrichtungen. Heutzutage wird Ländlermusik auch im Tessin sowie in der welschen und rätoromanischen Schweiz gespielt. Anders als im übrigen deutschsprachigen Raum bezeichnet Ländler hier nicht nur Ländlermelodien im 3/4-Takt, sondern eine zu Beginn des 20. Jahrhunderts aus der ländlichen Tanzmusik des 19. Jahrhunderts hervorgegangene Tanz- und Unterhaltungsmusik.

## Name Ländler
Der Name 'Ländler' taucht gegen 1800 auf. Er ist vermutlich eine Verkürzung von «Ländlicher Tanz» und bezeichnet vor allem die in Süddeutschland und allen Alpenländern ursprünglich vorherrschenden 3/4-taktigen Tanzmelodien und erst später auch die dazu getanzten Tänze. Melodie- und Tanzform sind aber weit älter.

## Schweizer Ländlermusik

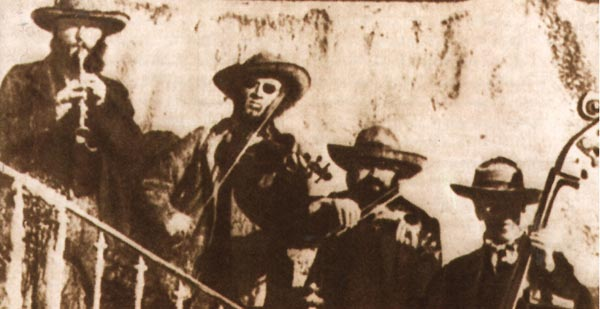
Der blinde jenische Musiker Fränzli Waser

Ländlermelodien und zugehörige Tanzformen sind auch in der Schweiz überliefert. Mit dem Wort Ländler als Kurzform für Ländlermusik benennt man hier aber auch weitere einfache Rhythmen wie «Schottisch» (entspricht der Polka), Marsch, Walzer, «Polka» (entspricht dem Schottisch bzw. Boarischen), Mazurka, Foxtrott und Marsch-Fox. Der sehr seltene Tango im Ländlerstil (Ländler-Tango) konnte sich nicht etablieren. Musikanten, die Ländlermusik spielen, werden als Ländlermusikanten bezeichnet.
Seit rund 80 Jahren hat sich eine Vereinheitlichung der Besetzungen und mit ihr auch eine Unterscheidung nach regionalen Stilrichtungen durchgesetzt. Angesichts der heutigen Mobilität der Musikanten und der permanenten Verfügbarkeit von Ländlermusik aufgrund moderner Medien kann eine stilistische Kategorisierung nach geographischen Gesichtspunkten nicht mehr vorgenommen werden. Dominante und klangbildende Funktionen nehmen das Schwyzerörgeli und das Akkordeon ein. Blechblasinstrumente sind spätestens seit der Mitte des 20. Jahrhunderts fast vollständig aus den Ländlerformationen verdrängt worden.
Eine Ländlerkapelle in der Innerschweizer Besetzung besteht aus Klarinette und/oder Saxophon, einem Akkordeon, einem Klavier (heute oft E-Piano) und einem Kontrabass, sehr selten auch mit zusätzlicher Posaune. Der in dieser Besetzung interpretierte konzertante Innerschweizerstil wurde vornehmlich durch Musikanten aus der Innerschweiz wie z. B. Jost Ribary sen. oder Kaspar Muther geprägt, wird jedoch nicht ausschliesslich in der Zentralschweiz gepflegt. Mit der Klarinette oder dem Saxophon wird die Melodie vorgetragen, während das Akkordeon eine zweite Stimme oder eine mehrstimmige Begleitstimme spielt. Das Klavier und der Kontrabass bilden die Rhythmusgruppe. Die praktisch verschwundene Posaune umspielte die Melodie mit einer Horn-Stimme. Eine der letzten bekannteren Formationen, die eine Posaune einsetzte, war die Kapelle Edi Bär aus Männedorf, in der Röbi Pfister die Posaune blies.
Appenzellermusik ist keine Ländlermusik, da sie noch heute zu grossen Teilen auf der Musik des 19. Jahrhunderts beruht. Die Streichinstrumente wurden im Appenzellerland nicht verdrängt und werden dort noch heute sehr häufig gelehrt und gespielt. Eine Original Appenzeller-Streichmusik besteht aus zwei Violinen, Hackbrett, Cello und Kontrabass.
Eine Ländlerkapelle in Bündner Besetzung besteht in der Regel aus zwei bis drei Klarinetten, ein bis zwei Akkordeons oder Schwyzerörgeli und einem Kontrabass.
Ländlermusik ist harmonisch und formal grösstenteils einfach aufgebaut, so dass das spontane Musizieren aus dem Stegreif – analog einer Jam-Session im Jazz – möglich wird. Musikantentreffen, die sogenannten Stubeten oder Musikantenhöcks, werden in Restaurants durchgeführt.

### Auswahl beliebter Melodien
- Abend am Vierwaldstättersee, Kasimir Geisser
- Steiner Chilbi, Jost Ribary sen.
- Urnerbodä Kafi, Kurt Albert
- Bockbier-Schottisch, Hans Aregger
- Wentalaschieber, trad.
- Klänge vom Pilatus, Heiri Meier
- Schwyzer-Jutz, Franz Suter
- Am Bergquell, Hans Niederdorfer

### Bekannte Vertreter
der Schweizer Volksmusik sind bzw. waren unter anderem:
- Streichmusik Alder
- Hans Aregger
- Martin Beeler
- Luzi Bergamin
- Carlo Brunner
- Kasi Geisser
- Rees Gwerder
- Domenic Janett
- Arno Jehli
- Alois Lüönd
- Paul Lüönd
- Urs Mangold
- Dominik Marty
- Hans Muff
- Hans Niederdorfer
- Res Schmid
- Franz Schmidig senior
- Josef Stocker, genannt «Stocker Sepp»[1]
- Fränzli Waser
- Peter Zinsli

## Die Jenischen und der Ländler

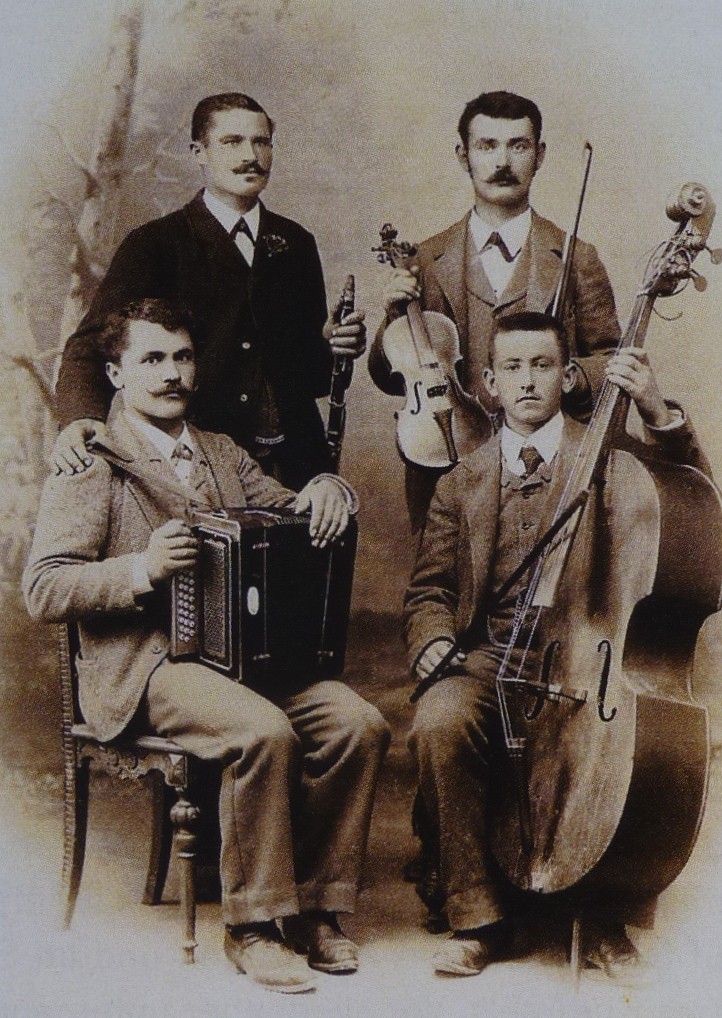
Kapelle Paul Kollegger (2. v.l.) 1899

Die Jenischen in der Schweiz bevorzugen das Schwyzerörgeli für ihre Musik, in welcher sie ihre eigenen traditionellen Rhythmen und Melodien mit Ländler bunt vermischen.
Fränzli Waser (1858–1895) war einer der ersten, der im Bündnerland auch Handorgeln/Schwyzerörgeli in die Bündner Volksmusik einführte. In der Ostschweiz, vor allem im Kanton Graubünden, haben die seit Generationen aktiven Musikerfamilien wie Waser aus Tschlin, Majoleth aus Untervaz und Kollegger aus Obervaz einen legendären Ruf. Stammvater der Majoleth war Johann Majoleth (1774–1856) aus Untervaz. Er war auch bekannt unter dem Namen «Gigerhannesli». Stammvater der Kollegger war Paul Kollegger (1872–1927) aus Obervaz, der auch als Waldarbeiter, Ziegenhirte und Postillon arbeitete und weder Noten lesen noch seine Melodien aufschreiben konnte. Ein Verwandter von ihm war der Handorgelspieler Heinrich Kollegger (1925–2007).
In der Westschweiz mischen Jenische heute auf ihren Schwyzerörgelis gerne auch Ländler mit Musette. Bekannte Vertreter dieser Stilrichtung sind die Musiker aus den Familien Werro und Mülhauser. Joseph Mülhauser, bekannt auch unter dem Künstlernamen Counousse, stellt in seiner Musik Verbindungen zwischen dem Ländler und der Musik der Sinti und Roma, insbesondere auch dem Gypsy-Jazz her.
Der Film unerhört jenisch (2017, Regie Karoline Arn, Martina Rieder) thematisiert den Einfluss der Jenischen auf die Ländlermusik, insbesondere in Graubünden. Neben und zusammen mit Stephan Eicher treten im Film die Bündner Spitzbueba (Patrick Waser und Peter Gehring Schwyzerörgeli, Martin Waser Kontrabass) auf. Weitere Protagonisten sind die Formationen Moser Buaba, Vazer Buaba, Obervazer Töbelifäzer, das Älplerchörli Obervaz und AlpTon.

## Radio und Fernsehen
Der Fernsehmoderator Wysel Gyr brachte die Volksmusik einem breiten Publikum näher. Er sammelte alte Schellack-Platten mit Volks- und volkstümlicher Unterhaltungsmusik. Die Sammlung steht der Volksmusikredaktion von Schweizer Radio DRS zur Verfügung.
Radiosender wie Radio Eviva oder die Radio SRF Musikwelle haben sich auf Volksmusik spezialisiert und senden einen Mix aus Schweizer Volksmusik und Schlagern.